# Phryganopteryx rectangulata
Phryganopteryx rectangulata là một loài bướm đêm thuộc phân họ Arctiinae, họ Erebidae.